# Aleksandre K'vakhadze
Aleksandre K'vakhadze (in georgiano ალექსანდრე კვახაძე?; Mtskheta, 17 agosto 1984) è un ex calciatore georgiano, di ruolo difensore.

## Carriera

### Club
La sua carriera inizia nel 2004, nelle file del WIT Georgia, in cui giocherà fino al 2010, quando si trasferisce al Met'alurgi Rustavi.

### Nazionale
Conta 12 presenze con la nazionale georgiana.